# Terapia mortale (film 2014)
Terapia mortale (Patient Killer) è un film del 2014 diretto da Casper Van Dien.